# Антимінс

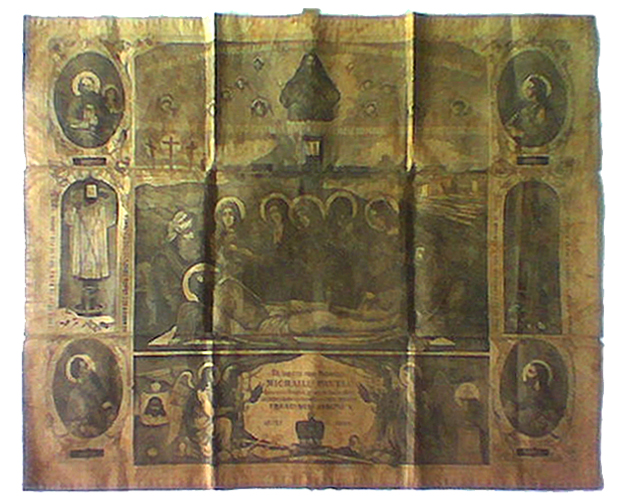
Румунський антимінс із Орадя (Трансильванія), 1890.

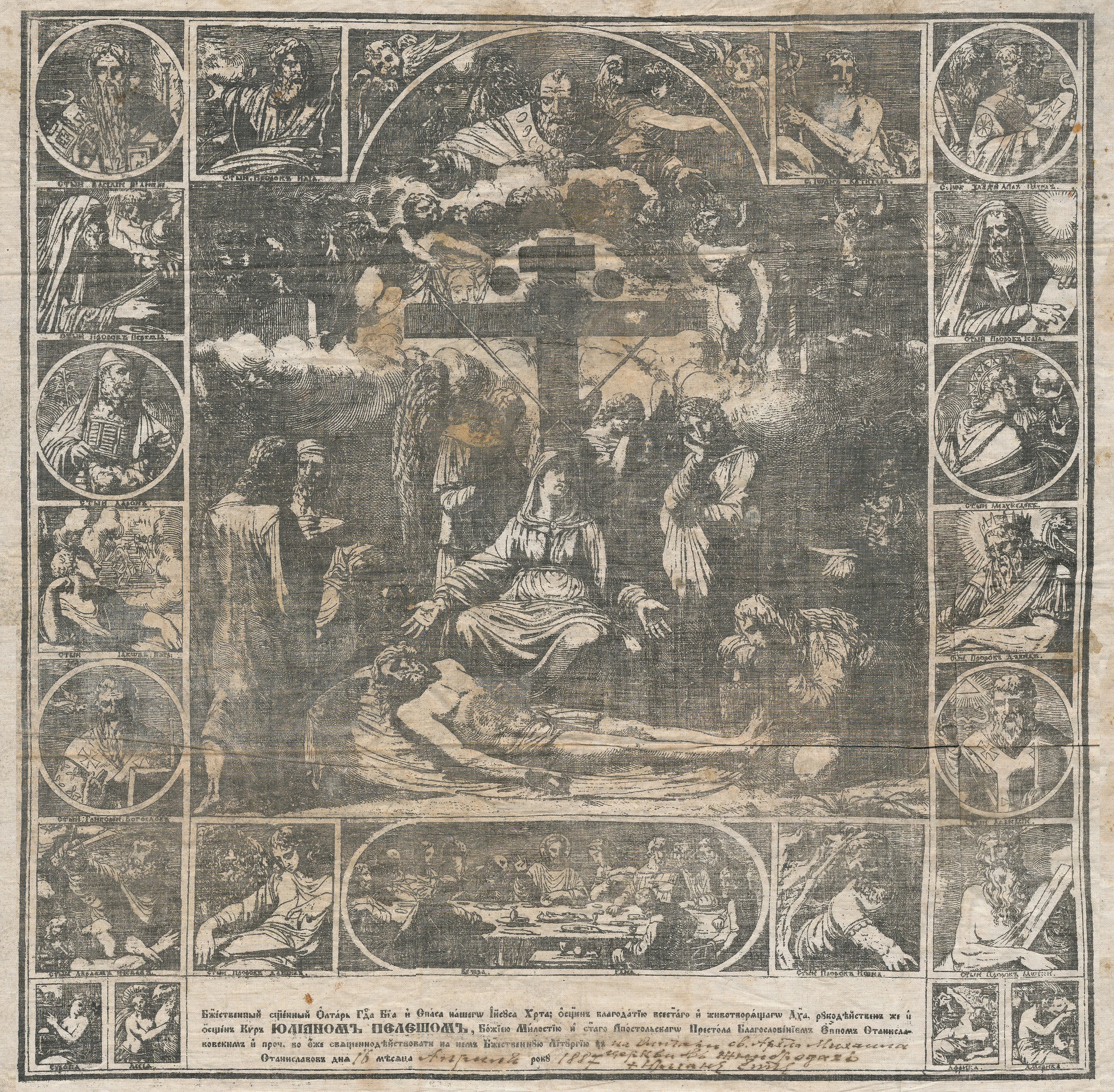
Антимінс церкви святого Михаїла с. Жнибороди, освячений Преосвященним Юліяном Пелешом 16 квітня 1887 року.

Антимі́нс (церк.-слов. антиминсъ, грец. αντιμήνσιον) — посвячена хустина із зашитою частинкою мощів святих на престолі в православних церквах. На антимінсі звершується під час св. Літургії таїнство Євхаристії. Без антимінса не можна служити св. Літургії.
Антимінси з'явилися тоді, коли стало потрібно правити Літургію поза храмом, у похідних умовах. Престол доводилося заміняти переносним столиком або просто дошками. Освященний антимінс з мощами у такому разі заміняв собою Престол, звідси й походить його назва — від αντι («проти», «замість») та μήνσιον («стіл»). Оскільки правила вимагають обов'язкової наявності мощей на місці Літургії (ще з давньохристиянських часів, коли Богослужіння відбувалися на гробах мучеників), їх зашивають в антимінс.
Для кращого зберігання антимінс загортався в інший шовковий плат, який зовуть ілитоном.

## Антимінс вУГКЦ

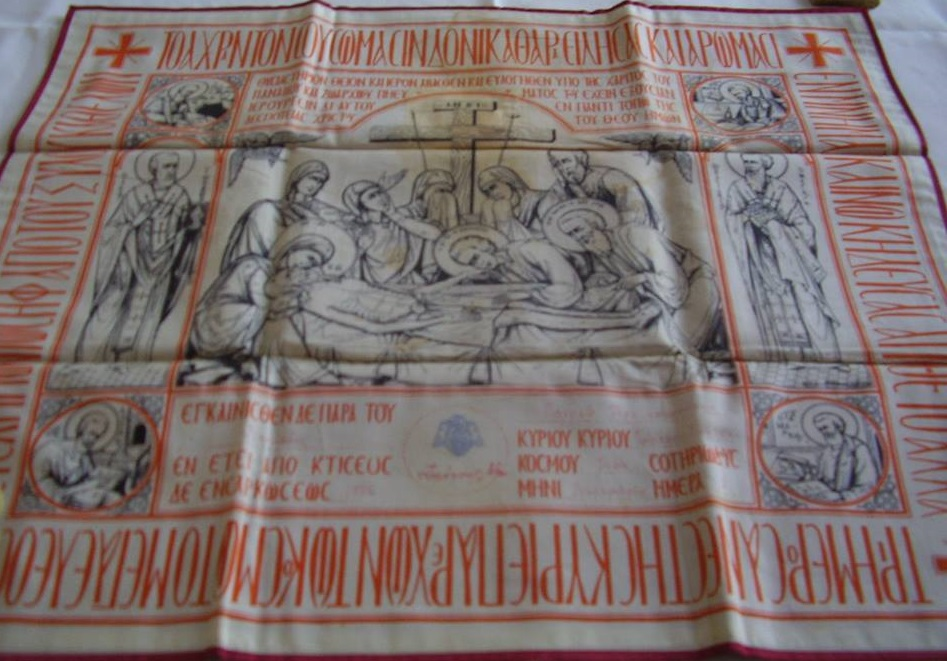
Антимінс за ескізом о. Мокрицького

Практика використання антимінса при служінні Літургії в українських греко-католиків нагадує старообрядницьку. Особливістю також є наявність в нижній частині антимінса печатки із зображенням герба правлячого єпископа. Більшість сучасних антимінсів, які використовуються в УГКЦ, виконані за ескізом Ювеналія Мокрицького.

## Антимінс і «побутова магія»
Існують згадки про магічні акти, які в давнину буцімто творилися над антимінсами, щоб комусь зашкодити: «Народ оповідав, що о. Лисовський, відомий гадяцький протопіп, робив різні чари, щоб звести гетьмана Івана Скоропадського, і для того різав антимінс у церкві с. Рикова, чаруючи гетьмана, що стверджував і риківський піп. Скоропадський про те знав і ще більше боявся Лисовського». Федір Лісовський відкидав ці звинувачення.